# Europäische Mannschaftsmeisterschaft im Schach

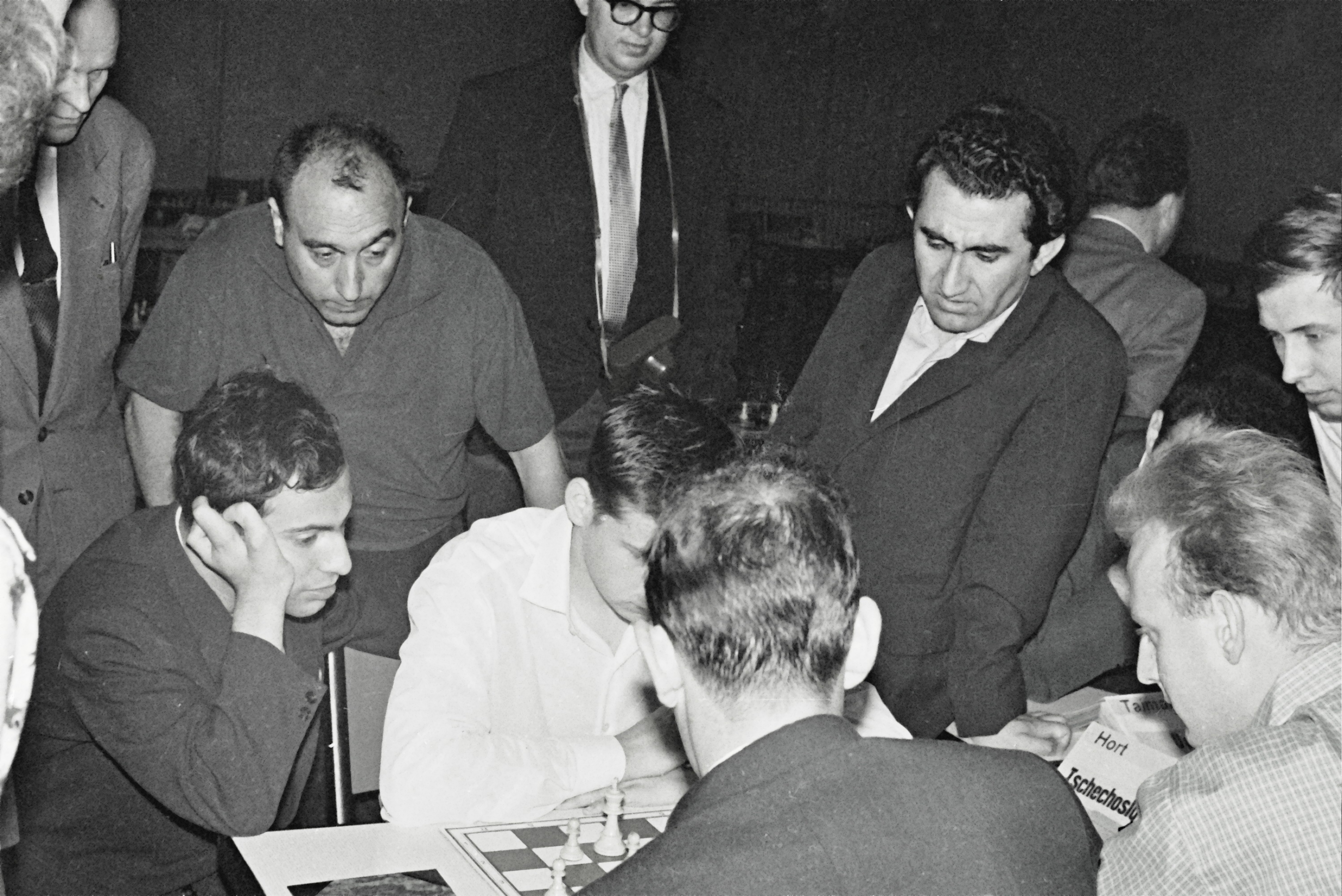
Oberhausen 1961: Weltmeister Michail Tal (links sitzend) und der künftige Weltmeister Tigran Petrosian (rechts stehend) beobachten eine Partie von Vlastimil Hort (weißes Hemd)

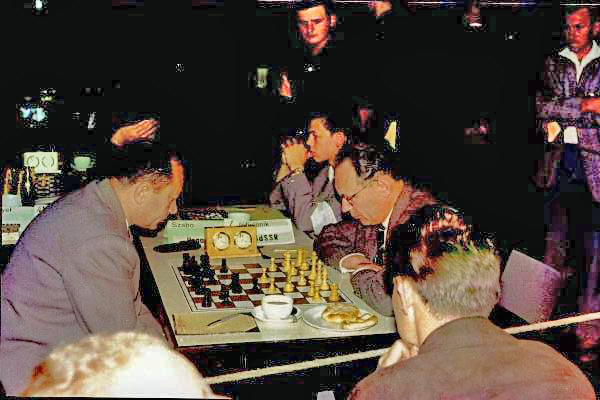
László Szabó – Michail Botwinnik Europa-Mannschaftsmeisterschaft Oberhausen 1961

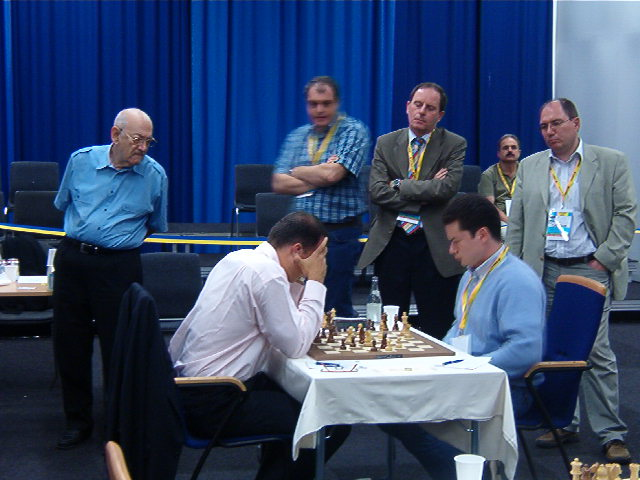
Szene aus Göteborg 2005, links stehend Viktor Kortschnoi

Die Europäische Mannschaftsmeisterschaft im Schach ist ein Schach-Wettkampf für Nationalmannschaften der Staaten Europas.

## Austragung
Die Europameisterschaft der Männer („offene“ Europameisterschaft, da in den Mannschaften auch Frauen eingesetzt werden können) fand zunächst in einem Wettkampfsystem aus dezentralen Vorrunden und einer zentralen Endrunde statt. Für die Endrunde waren 1957 vier, 1961 und 1965 je sechs Mannschaften qualifiziert, die je 2× gegeneinander spielten (doppeltes Rundensystem). Seit 1970 wurden die Finalturniere mit acht Mannschaften im einfachen Rundensystem ausgetragen. Mit der Europameisterschaft 1989 wurde auf ein neunrundiges Schweizer System umgestellt. Die Zahl der teilnehmenden Teams liegt in den letzten Jahrzehnten konstant bei etwa 40. Die Mannschaftsstärke pro Wettkampf verringerte sich von zehn Brettern (bis 1970) sukzessive über acht und sechs auf die seit 1992 übliche Austragung an vier Brettern.
Das Turnier der Damen wird seit Beginn 1992 jeweils als neunrundiges Turnier im Schweizer System gespielt. Die Mannschaftsstärke betrug bis 2003 nur zwei Bretter, seither wird an vier Brettern gespielt. Seit dieser Vergrößerung der Mannschaften umfasst das Teilnehmerfeld jeweils etwa 30 Teams.

## Übersicht

### Turnier der Männer bzw. Offenes Turnier
| Jahr | Spielort            | Sieger        | Zweiter       | Dritter          |
| ---- | ------------------- | ------------- | ------------- | ---------------- |
| 1957 | Baden               | Sowjetunion   | Jugoslawien   | Tschechoslowakei |
| 1961 | Oberhausen          | Sowjetunion   | Jugoslawien   | Ungarn           |
| 1965 | Hamburg             | Sowjetunion   | Jugoslawien   | Ungarn           |
| 1970 | Kapfenberg          | Sowjetunion   | Ungarn        | DDR              |
| 1973 | Bath                | Sowjetunion   | Jugoslawien   | Ungarn           |
| 1977 | Moskau              | Sowjetunion   | Ungarn        | Jugoslawien      |
| 1980 | Skara               | Sowjetunion   | Jugoslawien   | England          |
| 1983 | Plowdiw             | Sowjetunion   | Jugoslawien   | Ungarn           |
| 1989 | Haifa               | Sowjetunion   | Jugoslawien   | BR Deutschland   |
| 1992 | Debrecen            | Russland      | Ukraine       | England          |
| 1997 | Pula                | England       | Russland      | Armenien         |
| 1999 | Batumi              | Armenien      | Ungarn        | Deutschland      |
| 2001 | León                | Niederlande   | Frankreich    | Deutschland      |
| 2003 | Plowdiw             | Russland      | Israel        | Georgien         |
| 2005 | Göteborg            | Niederlande   | Israel        | Frankreich       |
| 2007 | Iraklio             | Russland      | Armenien      | Aserbaidschan    |
| 2009 | Novi Sad            | Aserbaidschan | Russland      | Ukraine          |
| 2011 | Porto Carras        | Deutschland   | Aserbaidschan | Ungarn           |
| 2013 | Warschau            | Aserbaidschan | Frankreich    | Russland         |
| 2015 | Reykjavík           | Russland      | Armenien      | Ungarn           |
| 2017 | Limenas Chersonisou | Aserbaidschan | Russland      | Ukraine          |
| 2019 | Batumi              | Russland      | Ukraine       | England          |
| 2021 | Čatež ob Savi       | Ukraine       | Frankreich    | Polen            |
| 2023 | Budva               | Serbien       | Deutschland   | Armenien         |

### Aufstellung der deutschen Mannschaften mit Medaillenplätzen
1970 (DDR)In der Finalrunde spielte das DDR-Team mit Wolfgang Uhlmann, Burkhard Malich, Reinhart Fuchs, Artur Hennings, Heinz Liebert, Lothar Zinn, Fritz Baumbach, Lutz Espig, Werner Golz, Lothar Vogt, Manfred Schöneberg und Detlef Neukirch. In der Vorrunde waren außerdem Wolfgang Pietzsch und Günther Möhring im Einsatz.
1989Die Mannschaft bestand aus Robert Hübner, Vlastimil Hort, Eric Lobron, Stefan Kindermann, Matthias Wahls, Jörg Hickl, Klaus Bischoff und Stefan Mohr.
1999Die Mannschaft bestand aus Artur Jussupow, Robert Hübner, Rustem Dautov, Christopher Lutz und Christian Gabriel.
2001Die Mannschaft bestand aus Christopher Lutz, Robert Hübner, Gerald Hertneck, Klaus Bischoff und Rainer Buhmann.
2011Die siegreiche Mannschaft bestand aus Arkadij Naiditsch, Georg Meier, Daniel Fridman, Jan Gustafsson und Rainer Buhmann.
2023Die Mannschaft bestand aus Vincent Keymer, Rasmus Svane, Matthias Blübaum, Alexander Donchenko und Dmitrij Kollars.

### Turnier der Frauen
| Jahr | Spielort            | Sieger     | Zweiter        | Dritter       |
| ---- | ------------------- | ---------- | -------------- | ------------- |
| 1992 | Debrecen            | Ukraine    | Georgien       | Aserbaidschan |
| 1997 | Pula                | Georgien   | Rumänien       | England       |
| 1999 | Batumi              | Slowakei   | BR Jugoslawien | Rumänien      |
| 2001 | León                | Frankreich | Moldau         | England       |
| 2003 | Plowdiw             | Armenien   | Ungarn         | Russland      |
| 2005 | Göteborg            | Polen      | Georgien       | Russland      |
| 2007 | Iraklio             | Russland   | Polen          | Armenien      |
| 2009 | Novi Sad            | Russland   | Georgien       | Ukraine       |
| 2011 | Porto Carras        | Russland   | Polen          | Georgien      |
| 2013 | Warschau            | Ukraine    | Russland       | Polen         |
| 2015 | Reykjavík           | Russland   | Ukraine        | Georgien      |
| 2017 | Limenas Chersonisou | Russland   | Georgien       | Ukraine       |
| 2019 | Batumi              | Russland   | Georgien       | Aserbaidschan |
| 2021 | Čatež ob Savi       | Russland   | Georgien       | Aserbaidschan |
| 2023 | Budva               | Bulgarien  | Aserbaidschan  | Frankreich    |